# Parastenella
Parastenella is een geslacht van neteldieren uit de klasse van de Anthozoa (bloemdieren).

## Soorten
- Parastenella atlantica Cairns, 2007
- Parastenella bayeri Cairns, 2010
- Parastenella doederleini (Wright & Studer, 1889)
- Parastenella gymnogaster Cairns, 2007
- Parastenella pacifica Cairns, 2007
- Parastenella ramosa (Studer, 1894)
- Parastenella spinosa (Wright & Studer, 1889)